# Matt Jones (Eishockeyspieler, 1986)
Matthew „Matt“ Jones (* 13. Januar 1986 in Kentwood, Michigan) ist ein ehemaliger US-amerikanischer Eishockeyspieler, der im Verlauf seiner aktiven Karriere zwischen 2003 und 2010 unter anderem 72 Spiele für die Worcester Sharks in der American Hockey League (AHL) auf der Position des rechten Flügelstürmers bestritten hat.

## Karriere
Matt Jones begann seine Karriere als Eishockeyspieler bei den Green Bay Gamblers, für die er in der Saison 2003/04 in der Juniorenliga United States Hockey League (USHL) aktiv war. Nach einem Jahr bei den Soo Indians in der konkurrierenden North American Hockey League (NAHL), spielte er in der Saison 2005/06 erneut in der USHL, diesmal jedoch für die Sioux City Musketeers. Anschließend trat er zwei Jahre lang für die Mannschaft des Merrimack College in der Hockey East, einer Division im Spielbetrieb der National Collegiate Athletic Association (NCAA), an. Dort konnte der Flügelspieler überzeugen, so dass er anschließend einen Vertrag bei den Worcester Sharks aus der American Hockey League (AHL) erhielt, für die er in der Saison 2007/08 sein Debüt im professionellen Eishockey gab.
Nachdem der Rechtsschütze in der folgenden Spielzeit zudem zweimal für die Phoenix RoadRunners in der ECHL aufgelaufen war, begann er die Saison 2009/10 erneut in Worcester, ehe er nach schwachem Beginn an das ECHL-Farmteam der Sharks, die Kalamazoo Wings, abgegeben wurde. Im Jahr 2010 beendete der 24-Jährige seine aktive Karriere frühzeitig.

## Karrierestatistik
(Legende zur Spielerstatistik: Sp oder GP = absolvierte Spiele; T oder G = erzielte Tore; V oder A = erzielte Assists; Pkt oder Pts = erzielte Scorerpunkte; SM oder PIM = erhaltene Strafminuten; +/− = Plus/Minus-Bilanz; PP = erzielte Überzahltore; SH = erzielte Unterzahltore; GW = erzielte Siegtore; 1 Play-downs/Relegation; Kursiv: Statistik nicht vollständig)